# 2046 (pel·lícula)
2046 és una pel·lícula de Hong Kong dirigida per Wong Kar-wai, filmada a Shanghai, estrenada el 2004 i doblada al català.

## Argument
Qui sap, encara pot canviar... Chow Mo Wan és ara un escriptor de ciència-ficció que s'evadeix en una ciutat imaginària, 2046, de la qual no es torna mai. 2046 és també el número de la cambra on va trobar Su Li Zhen fa algun temps. S'instal·la en la cambra 2047 i observa el que passa al costat.

## Repartiment
- Tony Leung Chiu-wai: Chow Mo-wan
- Zhang Ziyi: Bai Ling
- Gong Li: Su Li-zhen
- Takuya Kimura: Tak
- Faye Wong: Wang Jing-wen / wjw1967
- Carina Lau: Lulu / Mimi
- Chang Chen: cc1966
- Wang Sum: Mr. Wang
- Siu Ping-lam: Ah Ping
- Maggie Cheung: slz1960
- Thongchai McIntyre: Bird
- Jie Dong: Wang Jie-wen

## Al voltant de la pel·lícula
- 2046 era igualment el número de la cambra clandestina en la qual es trobaven els dos amants de In the Mood for Love.
- 2046, són 49 anys després de la retrocessió de Hong Kong a la Xina, que va tenir lloc l'1 de juliol de 1997 i una possible al·lusió de la promesa del govern continental de cinquanta anys d'autoregulació per a l'antiga colònia britànica.
- La producció de la pel·lícula es va aturar el març de 2003, durant l'epidèmia de pneumònia atípica.
- En les escenes on l'actriu Faye Wong havia de plorar, el cineasta filmava el seu costat esquerre, ja que tenia problemes amb el seu ull dret.
- Després de començar el rodatge, un fotògraf que treballava per un diari de Hong Kong va aconseguir fotografiar l'interior de la cambra de l'Hotel Oriental. En resposta a la seva publicació, el cineasta va ordenar que la cambra fos completament reconstruïda. Poc després, el fotògraf va ser condemnat a tres mesos de presó per corrupció.
- En la versió original, cada personatge parla la seva pròpia llengua. Mr Chow parla cantonès, Bai Ling parla Mandarí i Tak, japonès. I ho fan així, fins i tot quan parlen entre ells. Malgrat aquest detall, semblen tots comprendre's perfectament.

## Premis i nominacions

### Premis
- Premi al millor film estranger, als Premis del cinema europeu 2004.
- Premi a la millor direcció artística (William Chang i Alfred Yau) i millor música, al Golden Horse Film Festival 2004.
- Premi al millor actor (Tony Leung Chiu-wai), millor actriu (Zhang Ziyi), millor direcció artística (William Chang i Alfred Yau), millor fotografia (Christopher Doyle), millor vestuari i maquillatges (William Chang) i millor música, al Hong Kong Film Awards 2005.
- Premi al millor film estranger al Mainichi Film Concours 2005 i als Premis Sant Jordi de Cinematografia 2005.

### Nominacions
- Palma d'Or al Festival Internacional de Cinema de Canes 2004.
- Premi al millor actor (Tony Leung Chiu-wai), millor actriu (Zhang Ziyi), millor fotografia (Christopher Doyle), millor vestuari i maquillatge (William Chang i Alfred Yau), millor film i millors efectes sonors (Du-Che Tu), al Golden Horse Film Festival 2004.
- Premi al millor director, millor montatge (William Chang), millor pel·lícula, millor guió, millors efectes sonors (Du-Che Tu) i millors efectes visuals, als Hong Kong Film Awards 2005.

## Banda Original de la pel·lícula (CD)
1. 2046 Main Theme (amb percussió) - Shigeru Umebayashi
2. Siboney (instrumental) - Xavier Cugat
3. Sway - Dean Martin
4. The Christmas Song (versió ràpida) - Shigeru Umebayashi
5. Julien et Barbara - Georges Delerue
6. Siboney - Connie Francis
7. Interlude I - Shigeru Umebayashi
8. Polonaise - Shigeru Umebayashi
9. Casta Diva (de l'òpera "Norma" de Vicenzo Bellini) - Angela Gheorghiu / London Symphony Orchestra / Dir. Evelino Pido
10. Perfidia - Xavier Cugat
11. 2046 - Main Theme (versió rumba) - Shigeru Umebayashi
12. Lost - Shigeru Umebayashi
13. Dark Chariot - Peer Raben
14. Sisyphos At Work - Peer Raben
15. Decision - Zbigniew Preisner
16. Long Journey - Shigeru Umebayashi
17. Adagio - Secret Garden, amb David Agnew (cor anglès)
18. Interlude II - Shigeru Umebayashi
19. The Christmas Song - Nat King Cole and The Nat King Cole Trio
20. 2046 Main Theme (amb percussió-Train remix) - Shigeru Umebayashi